# Перошевич, Антонио
Антонио Перошевич (хорв. Antonio Perošević; родился 6 марта 1992 года в Осиеке, Хорватия) — хорватский футболист, полузащитник клуба «Академия Пушкаша» и сборной Хорватии.

## Клубная карьера
Перошевич — воспитанник клуба «Осиек» из своего родного города. 13 мая 2010 года в матче против «Цибалии» он дебютировал во чемпионате Хорватии. 20 марта 2012 года в поединке против «Загреба» он забил свой первый гол за команду. Летом 2017 года Перошевич перешёл в венгерский клуб «Академия Пушкаша». 30 сентября в матче против «Пакша» он дебютировал в чемпионате Венгрии. 25 ноября в поединке против «Баймазулвароша» Антонио забил свой первый гол за «Академию Пушкаша».

## Международная карьера
11 января 2017 года в товарищеском матче против команды Чили Перошевич дебютировал за сборную Хорватии.